# 83362 Sandukruit
83362 Sandukruit è un asteroide della fascia principale. Scoperto nel 2001, presenta un'orbita caratterizzata da un semiasse maggiore pari a 3,2381808 UA e da un'eccentricità di 0,0647508, inclinata di 21,24823° rispetto all'eclittica.